# Giovanni Maria Farina

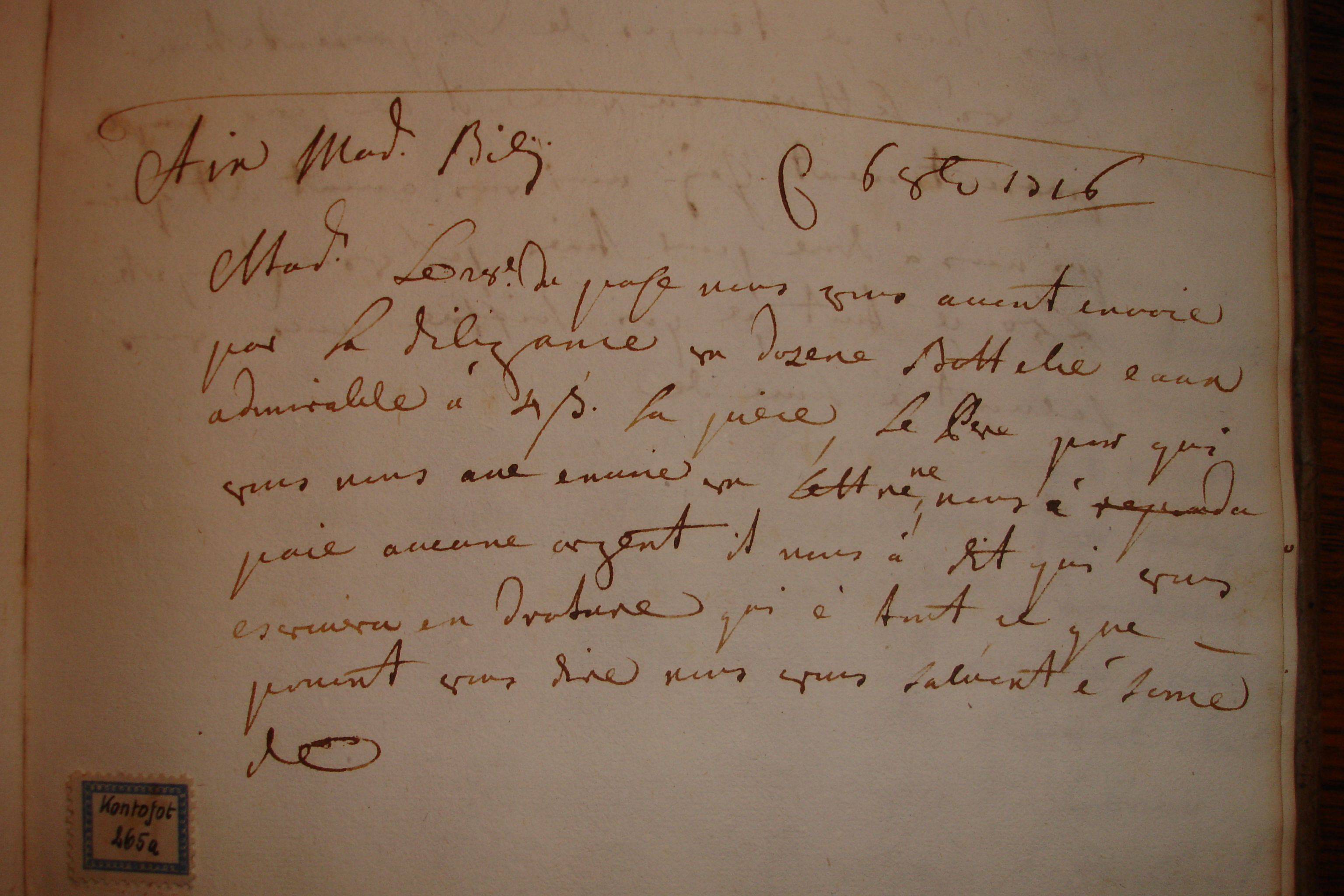
Lettera di spedizione del nuovo profumo tratta dal registro della corrispondenza del 1716

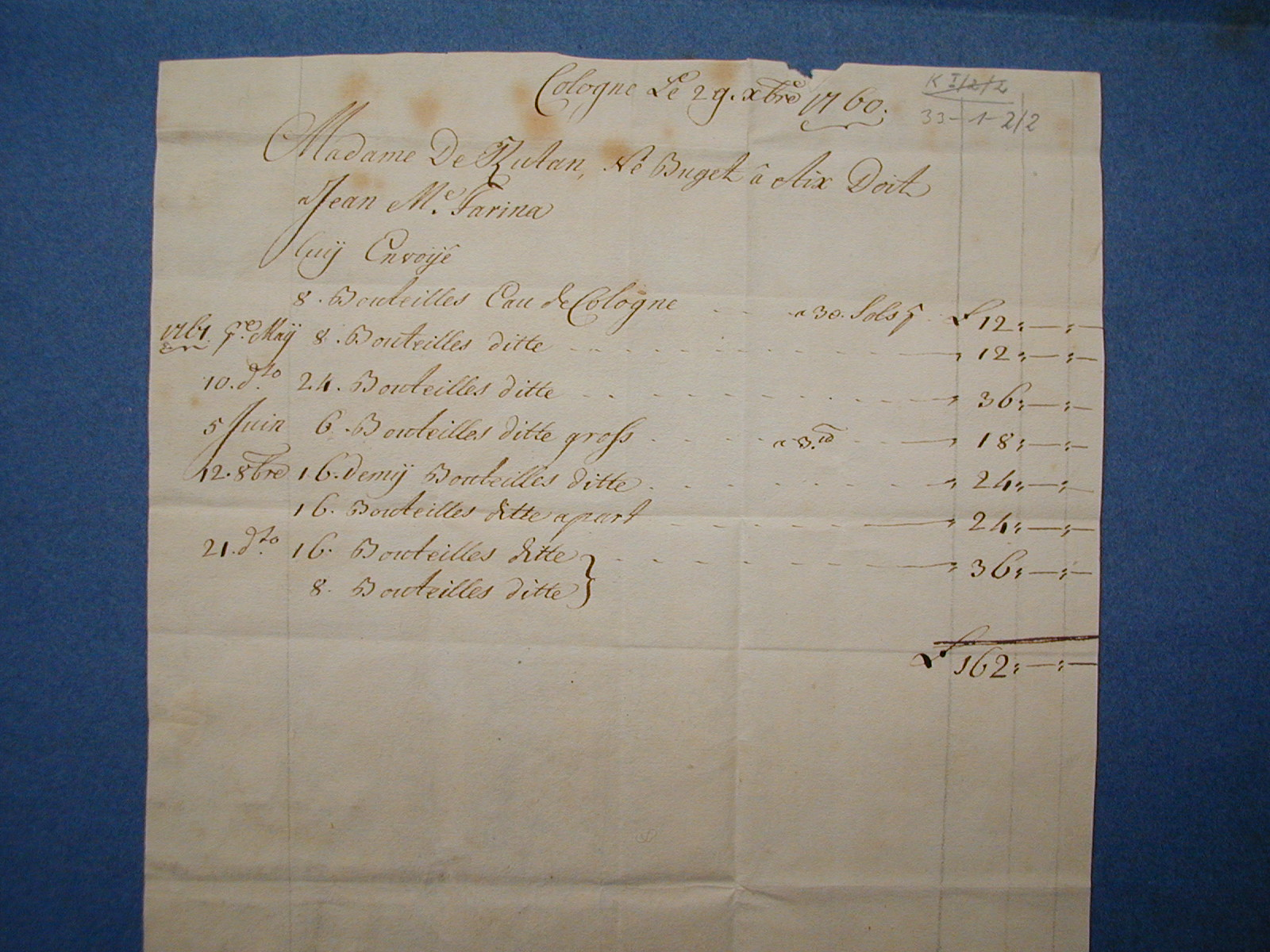
Fattura EAU DE COLOGNE di Jean Marie Farina in Colonia 1760

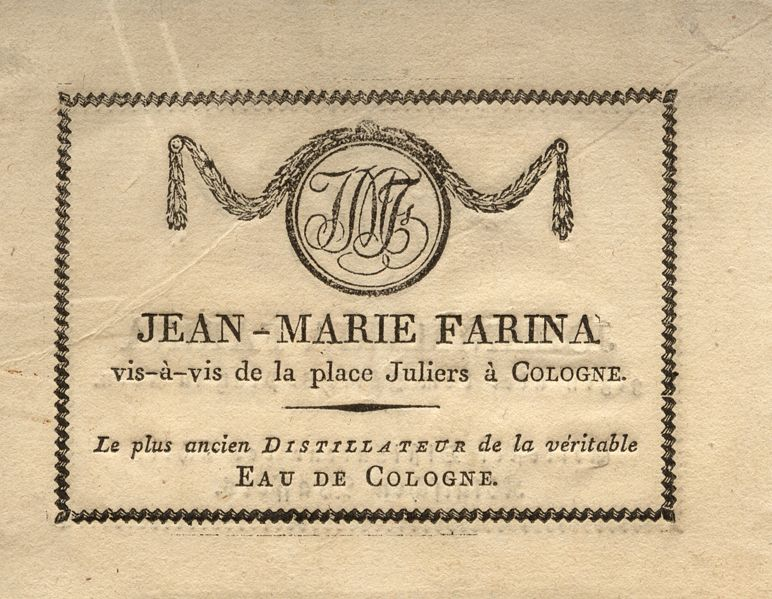
Jean Maria Farina

Giovanni Maria Farina (Santa Maria Maggiore, 8 dicembre 1685 – Colonia, 25 novembre 1766) è stato un profumiere italiano.

## Biografia
Fu il produttore di un'acqua profumata da lui battezzata Eau de Cologne, in gran voga presso le corti del XVIII secolo.
Dopo la Rivoluzione francese molti furono coloro che tentarono di copiare il profumo e il nome Eau de Cologne. Poiché all'epoca non esisteva ancora la tutela dei marchi di fabbrica, il nome Eau de Cologne divenne la dicitura generica di un'intera classe di profumi.
Giovanni Maria Farina entrò nel 1714 nell'attività commerciale fondata a Colonia dal fratello Giovanni Battista (1683-1732) e dal cognato Baldassarre Borgnis nel 1709 e procurò all'azienda "Johann Maria Farina gegenüber dem Jülichs-Platz", ovvero “Giovanni Maria Farina di fronte alla piazza di Jülich” fama mondiale. 
Farina, in onore della sua nuova patria d'adozione, chiamò la sua fragranza “Eau de Cologne”. Egli rese Colonia famosa in tutto il mondo quale città del profumo.
La città onorò il suo cittadino con una statua sulla torre del municipio.
Nel 1708 Farina descrisse il suo profumo in una lettera al fratello con le parole (RWWA 33-1-1/4): 
La sua tomba si trova oggi nel cimitero Melaten a Colonia.